# Jennings (Florida)
Jennings es un pueblo ubicado en el condado de Hamilton en el estado estadounidense de Florida. En el Censo de 2010 tenía una población de 878 habitantes y una densidad poblacional de 116,37 personas por km².

## Geografía
Jennings se encuentra ubicado en las coordenadas 30°35′53″N 83°6′28″O / 30.59806, -83.10778. Según la Oficina del Censo de los Estados Unidos, Jennings tiene una superficie total de 7.54 km², de la cual 7.54 km² corresponden a tierra firme y (0%) 0 km² es agua.

## Demografía
Según el censo de 2010, había 878 personas residiendo en Jennings. La densidad de población era de 116,37 hab./km². De los 878 habitantes, Jennings estaba compuesto por el 40.55% blancos, el 32.23% eran afroamericanos, el 1.59% eran amerindios, el 0.23% eran asiáticos, el 0% eran isleños del Pacífico, el 20.84% eran de otras razas y el 4.56% pertenecían a dos o más razas. Del total de la población el 44.76% eran hispanos o latinos de cualquier raza.